# Itauninha
Itauninha é um distrito do município brasileiro de Santa Maria de Itabira, no interior do estado de Minas Gerais. Segundo o censo demográfico de 2022, realizado pelo Instituto Brasileiro de Geografia e Estatística (IBGE), sua população era de 785 habitantes e havia 302 domicílios particulares permanentes ocupados. Possui área de 298,11 km² conforme a Fundação João Pinheiro (FJP).
De acordo com o IBGE, em 2010 a população era de 1 155 habitantes e havia 467 domicílios particulares.
Foi criado pela lei estadual nº 556 de 30 de agosto de 1911, então pertencente ao município de Ferros. Passou a pertencer a Santa Maria de Itabira com a emancipação da cidade, ocorrida mediante o decreto-lei estadual nº 1.058 de 31 de dezembro de 1943.